# Belém (Galileia)

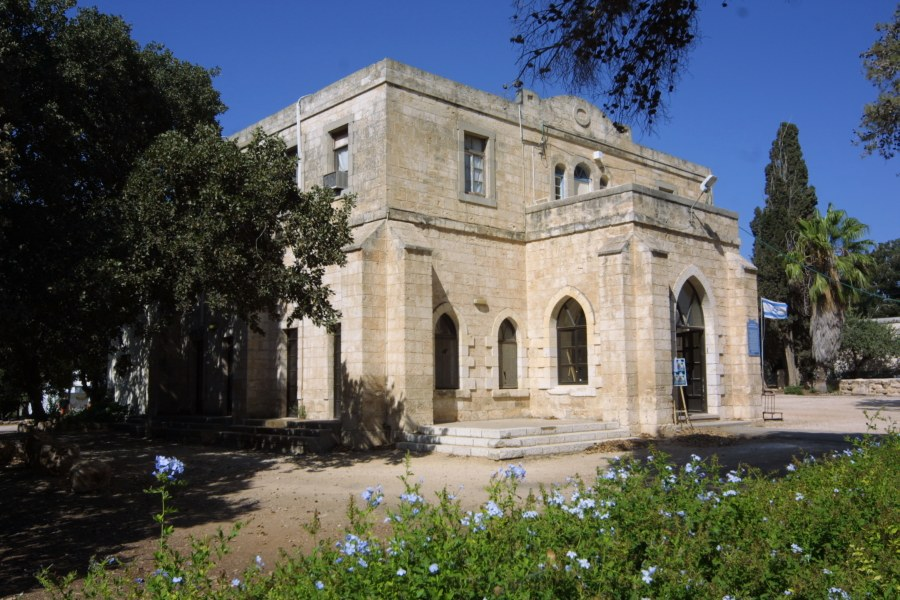
Edifícios Templer em Belém da Galiléia.

Belém da Galileia (em hebraico: בית לחם הגלילית) é um moshav na região norte de Israel, no município de Emeq Izreel ("Vale de Jezreel"). Até a fundação do Estado de Israel, Belém da Galileia era uma colônia de templers alemães, cujos edifícios ainda são conservados. Hoje vivem no moshav 170 famílias.
Na Antiguidade, em tempos bíblicos, a cidade já existia, como é mencionado no Livro de Josué (19:15). De acordo com documentos históricos, em Belém existia um vilarejo judaico até a destruição do Templo de Herodes (também conhecido como o Segundo Templo). Na Idade Média o lugar foi colonizado por cristãos, porém foi abandonado depois de algum tempo.
Alguns arqueólogos como Avraham Oshri, de Israel, têm a opinião que Jesus Cristo teria nascido em Belém da Galileia, e não em Belém da Judéia mas outros arqueólogos rejeitam esta posição.